# Штингель, Рудольф
Рудольф Штингель (нем. Rudolf Stingel, 1956, Мерано, Италия) — современный художник, живёт и работает в Больцано, Италия и Нью-Йорке, США.

## Творчество
Для своей дебютной американской выставки Рудольф Штингель в 1991 покрыл пол галереи ковром такого интенсивного оранжевого цвета, что белые стены стали казаться розовыми. Двумя годами позже художник показал похожую работу на Венецианской биеннале, покрыв огромную стену Арсенала оранжевым ковром, чью ворсистую поверхность посетители могли трогать, оставляя следы и знаки, напоминающие большие мазки кистью. Огромная оранжевая картина была интерактивной, можно было запустить пальцы в цвет — своего рода метафора способности искусства быть разным для каждого зрителя и в то же время сохранять целостность.
На протяжении почти двадцати лет Штингель создает произведения, которые радуют глаз, а также затрагивают понятия о том, что именно представляет собой живопись, как она должна создаваться и кем. Красота, юмор, демократичность и экономичность форм составляют основу искусства Штингеля. Он сочетает любовь к живописи с постмодернистским подозрениями на её счет, часто достигая почти идеального баланса между визуальной и концептуальной составляющей. Выставка Штингеля в музее Уитни открывалась пространством, покрытым фольгой и с огромными хрустальными люстрами. Можно назвать искусство Штингеля американским, в духе Уорхола, версией арте повера. Большой, даже архитектурный масштаб произведений и роль цвета характерны для творчества Штингеля, которое находится где-то на пересечении живописи и энвайронмента.

## Персональные выставки
| - 2009 Rudolf Stingel, Paula Cooper Gallery, Нью-Йорк - 2008 Rudolf Stingel. Works on Paper, Paula Cooper Gallery, Нью-Йорк - 2007 Rudolf Stingel, MCA, Чикаго - 2006 Inverleigh House, Эдинбург - 2005 EURAC tower, Больцано, Италия - 2005 Rudolf Stingel, Paula Cooper Gallery, Нью-Йорк - 2004 Sadie Coles HQ, Лондон - 2004 Plan B, Walker Art Center, Миннеаполис; Grand Central Terminal, Нью-Йорк - 2004 Galleria Massimo de Carlo, Милан - 2004 Museum für Moderne Kunst, Франкфурт - 2003 Galerie Schmela, Дюссельдорф - 2002 Georg Kargl Galerie, Вена - 2002 Paula Cooper Gallery Нью-Йорк | - 2001 Museo di Arte Moderna e Contemporanea, Palazzo delle Arbere, Trento - 2001 Stephen Friedman Gallery, Лондон - 2000 Paula Cooper Gallery, Нью-Йорк - 2000 Margo Leavin Gallery, Лос-Анджелес - 1999 Paula Cooper Gallery, Нью-Йорк - 1999 Galleria Massimo De Carlo, Милан - 1998 Georg Kargl, Вена - 1998 Margo Leavin Gallery, Лос-Анджелес - 1997 Galleria Massimo De Carlo, Милан - 1997 Paula Cooper Gallery, Нью-Йорк - 1996 Margo Leavin Gallery, Лос-Анджелес - 1996 SCAI The Bathhouse, Токио - 1995 Kunsthalle, Цюрих - 1995 Art & Public, Женева | - 1995 Galerie Metropol, Вена - 1994 Paula Cooper Gallery, Нью-Йорк - 1992 Galleria Massimo De Carlo, Милан - 1992 Galerie Metropol, Вена - 1991 Daniel Newburg Gallery, Нью-Йорк - 1991 Galerie Claire Burrus, Париж - 1990 Interim Art, Лондон - 1990 Richard Kuhlenschmidt Gallery, Лос-Анджелес - 1989 Galerie Tanja Grunert, Кёльн - 1989 Galleria Massimo De Carlo, Милан - 1986 Galleria A, Lugano - 1984 Galleria Luigi De Ambrogi, Милан |